# 感染源
感染源（かんせんげん、英: source of infection）は、生物、非生物を問わず病原体を保有し、直接宿主への伝播を可能とする媒体。
多くの場合でレゼルボアと一致する。